# Voo Malaysia Airlines 370
Malaysia Airlines 370 ou Malaysia Airlines MH370 foi a identificação da rota aérea de passageiros regular e internacional entre Kuala Lumpur, na Malásia e Pequim, na China. A rota é operada pela companhia aérea Malaysia Airlines que, a partir de 14 de março de 2014, substituiu sua identificação para Malaysia Airlines MH318.
Na madrugada de 8 de março de 2014, no horário local (tarde de 7 de março, horário UTC), a aeronave que realizava esta rota levando 227 passageiros e 12 tripulantes, desapareceu dos radares após aproximadamente uma hora de voo enquanto sobrevoava o Golfo da Tailândia, no Mar da China.
Até o instante do desaparecimento dos monitores de radar, a tripulação não havia relatado nenhuma anomalia com o voo. O sistema ACARS do avião também não enviou mensagens por satélite, o que deveria ocorrer automaticamente no caso de alguma falha.
Em 24 de março de 2014, o governo malaio comunicou oficialmente que o voo caiu no mar no Oceano Índico sem deixar sobreviventes. Segundo registros feitos por satélites, o avião voou por várias horas após desaparecer dos radares, até esgotar o combustível, com todos os seus sistemas de comunicação desativados. Mesmo após três anos de extensas buscas, comandadas pelos governos da Austrália, da Malásia e da China no período de 2014 a 2017, os destroços da aeronave nunca foram localizados, tornando o caso um dos maiores mistérios da aviação civil contemporânea.

## Aeronave

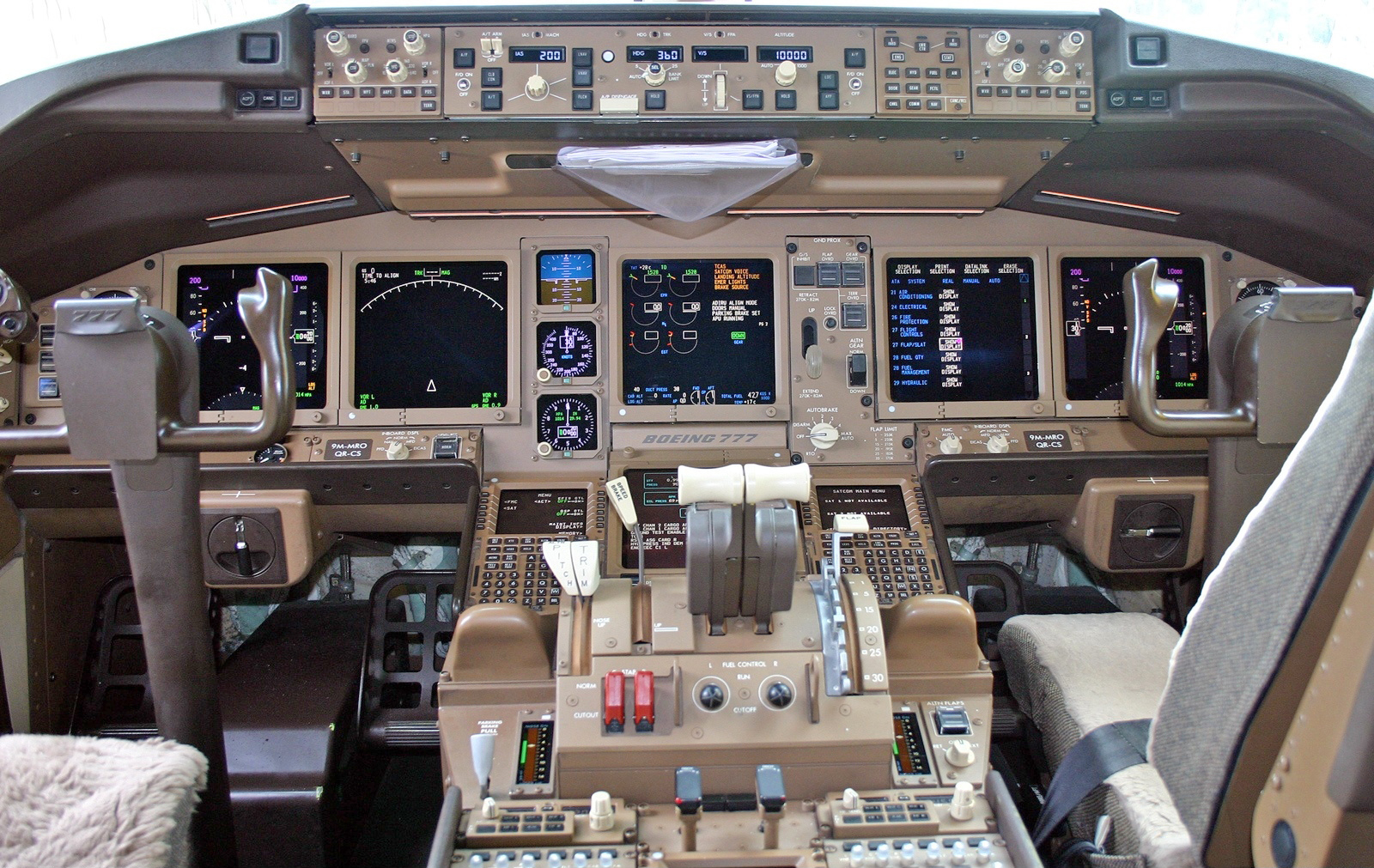
Cabine de pilotagem do 9M-MRO em 2004, envolvido no incidente.

A aeronave envolvida neste incidente era um modelo Boeing 777-200ER, matrícula 9M-MRO, número de série 28 420, teve o seu voo inaugural a 14 de maio de 2002 e foi entregue à Malaysia Airlines em 31 de maio de 2002.
O Boeing 777 é tido como "de operação muito segura", considerado um dos melhores da aviação comercial. Em 9 de agosto de 2012, esta mesma aeronave esteve envolvida em um incidente de pequenas proporções, sem vítimas, no Aeroporto de Xangai, quando a extremidade da sua asa direita atingiu a cauda de um Airbus A340-600 da China Eastern Airlines, que estava parado na pista de taxiamento.
A Malaysia Airlines informou que a aeronave contava com 53 465 horas de voo e que, dez dias antes do incidente, passou por uma manutenção de rotina, não tendo sido reportado nenhum problema. O avião era equipado com dois motores Rolls-Royce Trent 800.

## Tripulação e passageiros
Havia no avião um total de 239 pessoas, sendo 227 passageiros e 12 tripulantes. O comandante, Zaharie Ahmad Shah, de 53 anos, estava na Malaysia Airlines desde 1981. Segundo o manifesto de embarque da Malaysia Airlines, os passageiros e tripulantes eram de quinze nacionalidades diferentes, a maioria chineses (153) e havia cinco crianças entre os 227 passageiros (de dois a quatro anos de idade) sendo três chinesas e duas norte-americanas. Algumas fontes mencionaram duas crianças apenas.
Posteriormente, as autoridades descobriram que dois passageiros de nacionalidade iraniana embarcaram com passaportes de outras pessoas (de um italiano e de um austríaco), que haviam sido roubados meses antes na Tailândia. Assim, passou a ser quatorze o número de nacionalidades diferentes dos ocupantes.
A empresa de tecnologia Freescale Semiconductor, que tem sede no Texas, nos Estados Unidos, informou através de seu porta-voz Jacey Zuniga que 20 passageiros eram seus funcionários, sendo 12 malaios e oito chineses.
| Nacionalidade  | Passageiros | Tripulantes | Em terra | Total | Ref.   |
| -------------- | ----------- | ----------- | -------- | ----- | ------ |
| Austrália      | 6           | -           | -        | 6     | [ 20 ] |
| Canadá         | 2           | -           | -        | 2     | [ 20 ] |
| China          | 153         | -           | -        | 153   | [ 20 ] |
| Estados Unidos | 3           | -           | -        | 3     | [ 20 ] |
| França         | 4           | -           | -        | 4     | [ 20 ] |
| Países Baixos  | 1           | -           | -        | 1     | [ 20 ] |
| Índia          | 5           | -           | -        | 5     | [ 20 ] |
| Indonésia      | 7           | -           | -        | 7     | [ 20 ] |
| Irã            | 2           | -           | -        | 2     | [ 20 ] |
| Malásia        | 38          | 12          | -        | 50    | [ 20 ] |
| Nova Zelândia  | 2           | -           | -        | 2     | [ 20 ] |
| Rússia         | 1           | -           | -        | 1     | [ 20 ] |
| Taiwan         | 1           | -           | -        | 1     | [ 20 ] |
| Ucrânia        | 2           | -           | -        | 2     | [ 20 ] |
| Total          | 227         | 12          | 0        | 239   | [ 20 ] |

## Cronologia do incidente

Local do último contato e desaparecimento dos radares, sobre o Golfo da Tailândia.

### 8 de março
O voo MH370 partiu de Kuala Lumpur à 0h41 (UTC+8) ou 13h41 no horário de Brasília de 7 de março (UTC-3). Sua chegada era esperada em Pequim às 6h30 do mesmo dia 8 ou 19h30 no horário de Brasília do dia 7 (UTC-3).
O último contato do centro de controle de tráfego aéreo de Subang com a aeronave foi à 1h30, quase uma hora depois da decolagem, quando o avião desapareceu dos radares. Naquele momento, sobrevoava o Golfo da Tailândia, em um ponto intermediário entre Kota Bharu, a nordeste da Malásia e a Península de Cà Mau, ao sul do Vietname do Sul.
Ao se confirmar o desaparecimento da aeronave, as buscas foram iniciadas, concentrando-se naquela região. Em nenhum momento os radares chineses registraram a entrada da aeronave em seu espaço aéreo. Ao desaparecer dos radares, a sua altitude era de 10 700 m e durante todo o voo, a tripulação não relatou nenhum problema.
A Malaysia Airlines providenciou acomodações para os parentes dos passageiros em hotéis tanto em Pequim, como em Kuala Lumpur, para que acompanhassem o desenvolvimento das buscas.

### 9 e 10 de março
No dia 9, a China enviou dois navios para o local onde teria ocorrido o desaparecimento da aeronave dos radares. No dia anterior o presidente chinês Xi Jinping havia ordenado que fossem feitos "todos os esforços" para encontrar o avião.

Áreas iniciais de buscas definidas entre 9 e 11 de março

No dia 10, o jornal vietnamita Thanh Nien informou que um objeto recolhido ao sudoeste da ilha de Tho Chu não pertencia ao avião desaparecido; tratava-se de uma capa mofada de um carretel de cabos. Duas grandes manchas de óleo que foram avistadas no dia anterior também não eram da aeronave e sim pertencentes a barcos de pesca, como foi determinado após análise em laboratório.
A área de buscas no Mar da China foi aumentada de 50 milhas náuticas (90 km) para 100 milhas (180 km) de raio, cobrindo toda a área provável em que o controle de tráfego aéreo havia perdido contato com a aeronave, desde a região leste da Malásia até o sul do Vietname do Sul.

### 11 de março

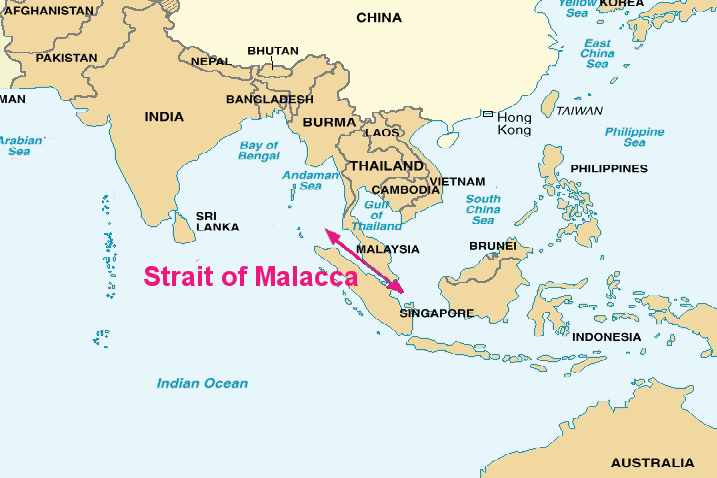
O Estreito de Malaca, sobre o qual o voo foi detectado por radares militares, cerca de uma hora depois do último contato.

A Força Aérea da Malásia informou, após fazer leituras de seus radares, que o avião mudou sua rota durante o voo, indo para a direção oeste e se desviando assim da rota prevista entre Kuala Lumpur e Pequim.
Segundo as fontes militares, um radar da Força Aérea próximo ao Estreito de Malaca, na Península da Malásia, teria detectado o avião sobrevoando o extremo norte do estreito por volta de 2h40 a cerca de 9 500 metros de altitude, sendo desconhecido o que aconteceu depois com o avião. Com essa nova informação, os investigadores deduziram que, após o último contato com o controle de tráfego aéreo, por volta de 1h30, a aeronave fez uma curva sobre o Golfo da Tailândia e retornou por cerca de 500 km. A partir de então, as buscas passaram a se concentrar também naquela região.
Esta informação, no entanto, seria desmentida posteriormente pelo comandante da Força Aérea, general Rodzali Daud, que afirmou que não tinha como ter certeza que os sinais captados pelos radares militares sobre o estreito de Malaca fossem do avião desaparecido.

### 12 de março
Sem nenhuma evidência precisa do paradeiro da aeronave e em meio a uma enorme confusão de informações desencontradas e hipóteses, as equipes continuam as buscas nas águas de ambos os lados da Península da Malásia e no Mar da China.
Durante um encontro com parentes de passageiros chineses, o embaixador da Malásia em Pequim, Iskandar Sarudin, informou que a última mensagem de rádio transmitida para o controle aéreo foi "tudo bem, boa noite", pronunciada pelo copiloto da aeronave no momento em que a aeronave deixava o espaço aéreo malaio para entrar no do Vietname. Um pouco antes, a torre de controle havia enviado uma mensagem de rádio avisando que estava transferindo o controle para a torre de Ho Chi Minh, tendo como resposta o termo padrão "Alright, roger that" ("Tudo bem, entendido").
A China divulgou imagens de satélite, captadas no dia 9, indicando possíveis destroços do avião no Golfo da Tailândia, ao sul do Vietname. As fotos mostravam três objetos flutuantes não muito distantes da rota original do voo, cujo tamanho foi estimado em 13 por 18 metros, 14 por 19 metros e 24 por 22 metros. Tais informações, no entanto, acabaram sendo refutadas pelo ministro dos transportes malaio Hishammuddin Hussein, que disse se tratar de um engano da China.

### 13 de março

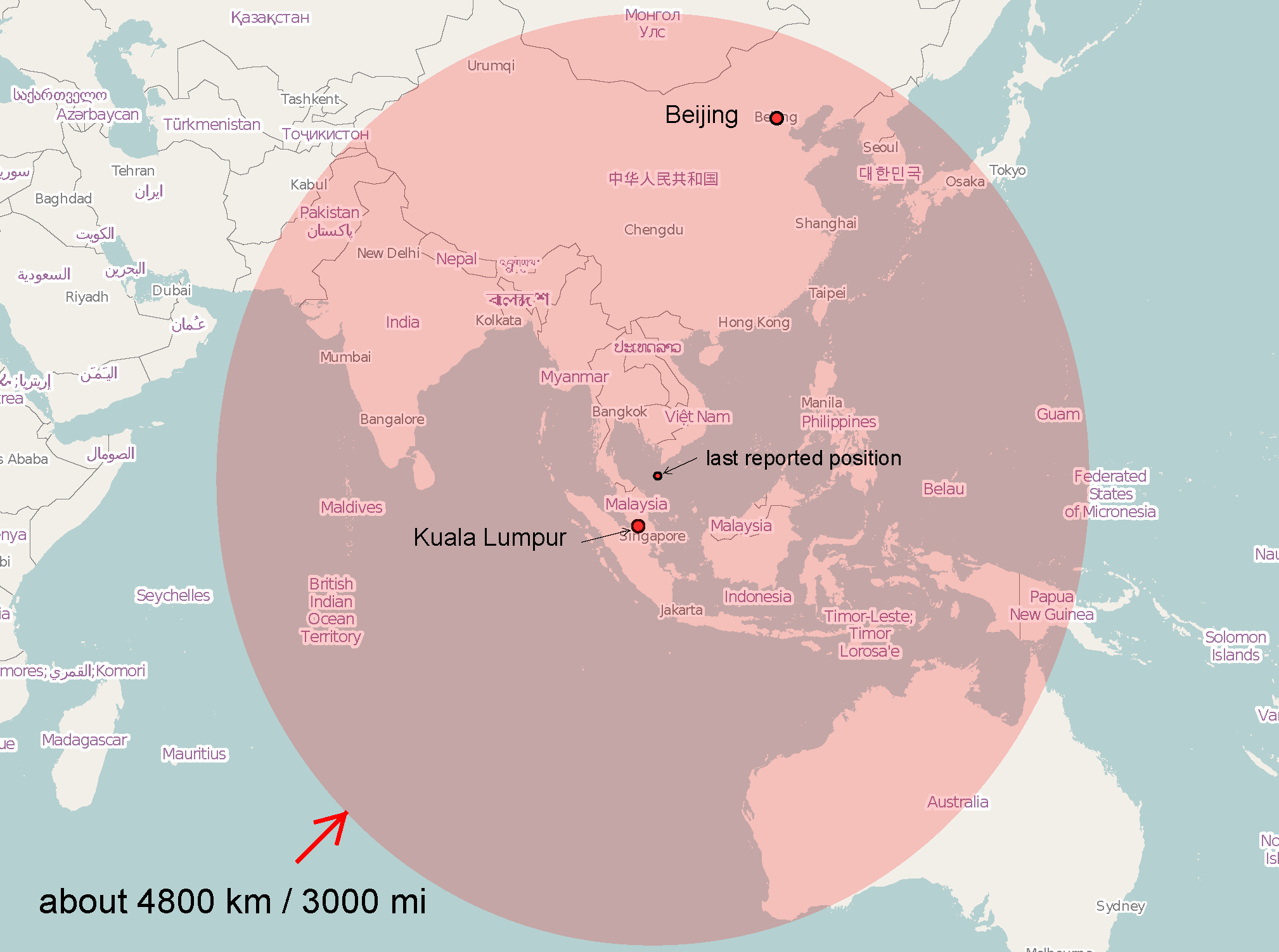
Área onde teoricamente o avião poderia ser encontrado

O jornal norte-americano Wall Street Journal publicou que a aeronave poderia ter voado por cerca de quatro horas, depois de desaparecer dos radares. Com esse tempo de voo, o avião poderia chegar a lugares como Paquistão, Mongólia ou Austrália. A afirmação sustentou-se em suspeitas de investigadores dos EUA que realizavam análises das informações sobre os motores da aeronave. Esses dados são enviados em tempo real durante seu funcionamento à fabricante Rolls-Royce, um recurso estabelecido em contrato.
Autoridades da Malásia, no entanto, incluindo o ministro dos transportes Hishammuddin Hussein, negaram que o avião tivesse continuado seu voo durante quatro horas depois do último sinal detectado por radar. O ministro também afirmou que as fotos de satélite divulgadas pela China no dia anterior, que supostamente mostravam destroços da aeronave, não eram verdadeiras e sim frutos de um engano de avaliação.

### 14 e 15 de março
No dia 14, as indicações de radares militares voltaram a ser citadas pelas autoridades malaias. Desta vez, a nova hipótese foi de que o avião mudou deliberadamente de rota, em uma ação em que os controles foram assumidos manualmente, desligando-se os sistemas de comunicação com o controle de tráfego aéreo. A aeronave teria retornado sobre o Golfo da Tailândia, alcançando o Estreito de Malaca e, sobre o Estreito, seguindo a noroeste em direção às ilhas de Andaman e Nicobar.
No dia 15, Najib Razak, primeiro-ministro da Malásia, confirmou que a aeronave mudou de rota e voou durante horas na direção oeste, tendo enviado sinais para um satélite até por volta das 8h14, cerca de 7 horas além do último contato com o controle aéreo. O destino provável, segundo o ministro, teria sido a Indonésia ou fronteira entre Cazaquistão e Turcomenistão.

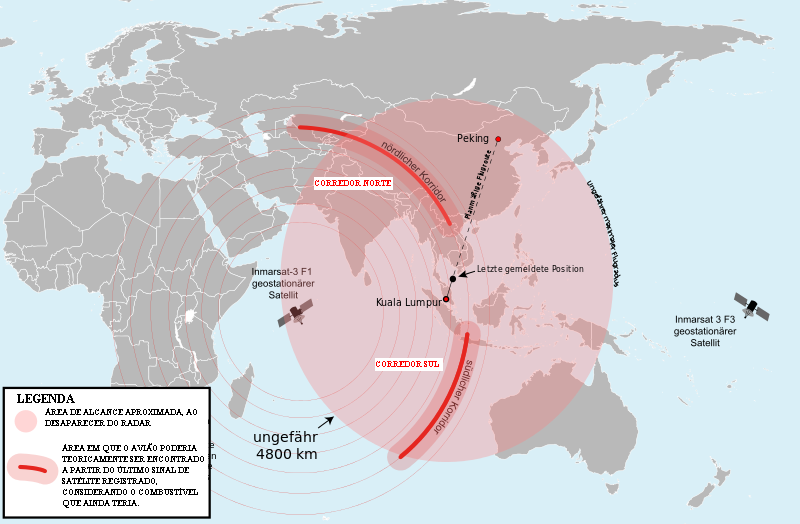
Os corredores norte e sul, onde se concentraram as buscas a partir de 16 de março

### 16 e 17 de março
No dia 16, as autoridades malaias confirmaram a declaração do primeiro-ministro no dia anterior, de que a partir do último sinal de satélite captado, o avião poderia ter seguido por dois possíveis corredores aéreos, de aproximadamente 640 km de largura:
- para o sul, a partir da Indonésia até o Oceano Índico.
- para o norte, do norte da Tailândia até a fronteira Cazaquistão - Turcomenistão.

Já são 25 países envolvidos nas buscas.
No dia 17, foi o presidente da Malaysia Airlines, Ahmad Jauhari Yahy, quem ficou sob os holofotes e comunicou em uma coletiva de imprensa que foi o copiloto da aeronave, Fariq Hamid, de 27 anos, quem fez o último contato com o controle de tráfego aéreo, uma mensagem enviada ao entrar no espaço aéreo vietnamita, um "tudo bem, boa noite".
As buscas continuaram pelos dois grandes corredores aéreos, o norte (da Tailândia até e fronteira Cazaquistão -Turcomenistão) e o sul (da Indonésia até o Oceano Índico). Já são 26 países envolvidos nas operações de busca. O governo australiano ofereceu-se para liderar as buscas no corredor sul.

### 18 e 19 de março
As investigações seguiram sem nenhuma evolução significativa e as buscas continuaram na área delimitada pelos dois corredores, que foi calculada em 7,5 milhões de km2, equivalente à do território australiano.
No dia 19, parentes dos desaparecidos, instalados pela Malaysia Airlines em um hotel em Kuala Lumpur havia 11 dias, entraram em confronto com a polícia malaia, ao invadirem um local onde seria dada uma coletiva de imprensa, reclamando da falta de informações por parte das autoridades malaias.

### 20 e 21 de março
No dia 20, a Austrália divulgou imagens de satélite, registradas em 16 de março, em que apareciam dois objetos flutuantes a cerca de 2 500 km de Perth, na costa sudoeste australiana (coordenadas 44° 03′ 02″ S, 91° 13′ 27″ L), onde a profundidade do oceano pode chegar a 5 000 metros. Um dos objetos teria cerca de 24 metros. As autoridades australianas afirmaram que havia uma grande chance de que estes objetos fossem da aeronave desaparecida e que aquela era até então, a melhor pista sobre o desaparecimento da aeronave. Um navio norueguês que estava próximo àquela área passou também a auxiliar nas buscas.
Além da embarcação norueguesa, mais cinco aviões militares e civis, além de outras embarcações, foram envolvidos na operação de busca dos objetos. No dia 20, nada foi encontrado e as buscas foram interrompidas à noite devido ao mau tempo e pouca visibilidade, sendo retomadas no dia seguinte (21) pela manhã e durante todo o dia, também nenhum objeto foi encontrado.

#### Críticas ao governo da Malásia
A empresa britânica fabricante e operadora de satélites Inmarsat, criticou em matéria publicada pela BBC no dia 20 o modo como o governo malaio conduziu as operações de busca. Seus satélites captaram os últimos sinais da aeronave, o que determinou o estudo que concluiu que a aeronave poderia ter seguido pelos dois corredores. Segundo a Inmarsat, esta já havia pedido desde o dia 11 que as buscas se concentrassem no oceano Índico ou na Ásia Central (áreas limitadas pelos corredores), mas o governo daquele país insistiu em continuar as operações no mar do sul da China e no estreito de Malaca e demorou pelo menos três dias até reconhecer publicamente as informações recebidas.

### 22 e 23 de março
No dia 22, a China divulgou novas imagens de satélite de possíveis destroços, localizados na posição 44° 57′ 29″ S, 90° 13′ 43″ L, a cerca de 120 km do ponto onde a Austrália havia informado ter achado objetos no dia 20.
No dia 23, a França enviou à Malásia outras imagens recebidas de seus satélites, que também mostravam objetos que poderiam ser do voo MH370. As imagens mostravam possíveis destroços ao longo do corredor sul (da Indonésia até o Oceano Índico).

### 24 de março
A Autoridade Marítima de Segurança Australiana (AMSA), que coordenou as operações no corredor sul, informou que um avião australiano localizou dois objetos, um circular, de cor cinza e outro retangular, de cor laranja no Oceano Índico, que poderiam pertencer ao avião desaparecido. Os objetos não tinham as mesmas características de outros, de cor branca, avistados por uma aeronave chinesa anteriormente. Todos os objetos estavam em uma área de aproximadamente 70 mil km2, dentro do corredor sul.
Dez aviões estavam envolvidos nas buscas no corredor sul e as más condições do tempo na região atrapalharam a missão.

#### Confirmação da queda no mar
Em uma entrevista coletiva realizada no dia 24, o primeiro-ministro da Malásia, Najib Razak, finalmente confirmou que, após uma análise dos dados recebidos pelos satélites, não havia mais dúvidas que o voo MH370 havia caído no Oceano Índico. Segundo uma análise preliminar, a aeronave teria seguido pelo corredor sul e caído no mar, em um ponto bastante isolado do oceano, sem qualquer possibilidade de um pouso de emergência. Razak afirmou ainda que não havia sobreviventes.

### 25 a 31 de março
Após a confirmação da queda do avião no Oceano Índico, as buscas continuaram por vários dias sem qualquer resultado. Um satélite tailandês teria captado imagens de cerca de 300 objetos a sudoeste de Perth, mas nenhum destroço do avião foi encontrado pelos navios e aviões envolvidos nas buscas.

### 1 a 30 de abril
No início de abril continuaram a aparecer novas pistas, que acabaram não tendo nenhum sucesso. Além das fortes correntes marítimas, tempestades e falta de visibilidade, aquela região do oceano também se caracteriza por conter uma grande quantidade de lixo, objetos vindos de navios e do litoral, o que também dificultou as buscas.

#### Sinais captados
No dia 5 de abril, o Haixun 01, um dos dois navios chineses que participavam das buscas, detectou por duas vezes, sinais no Oceano Índico com dois quilômetros de distância entre eles, na posição aproximada 25° 00′ 00″ S, 101° 00′ 00″ L. As autoridades suspeitaram que poderiam ter sido emitidos pelas caixas-pretas do MH370. Os dois sinais tinham frequência de 37,5 KHz, a mesma normalmente emitida por este tipo de equipamento. O segundo sinal foi captado durante 90 segundos. No entanto, o marechal Angus Houston, que comandava a equipe australiana de buscas, declarou que ainda não se poderia afirmar que estas pistas tivessem alguma ligação com o avião desaparecido.

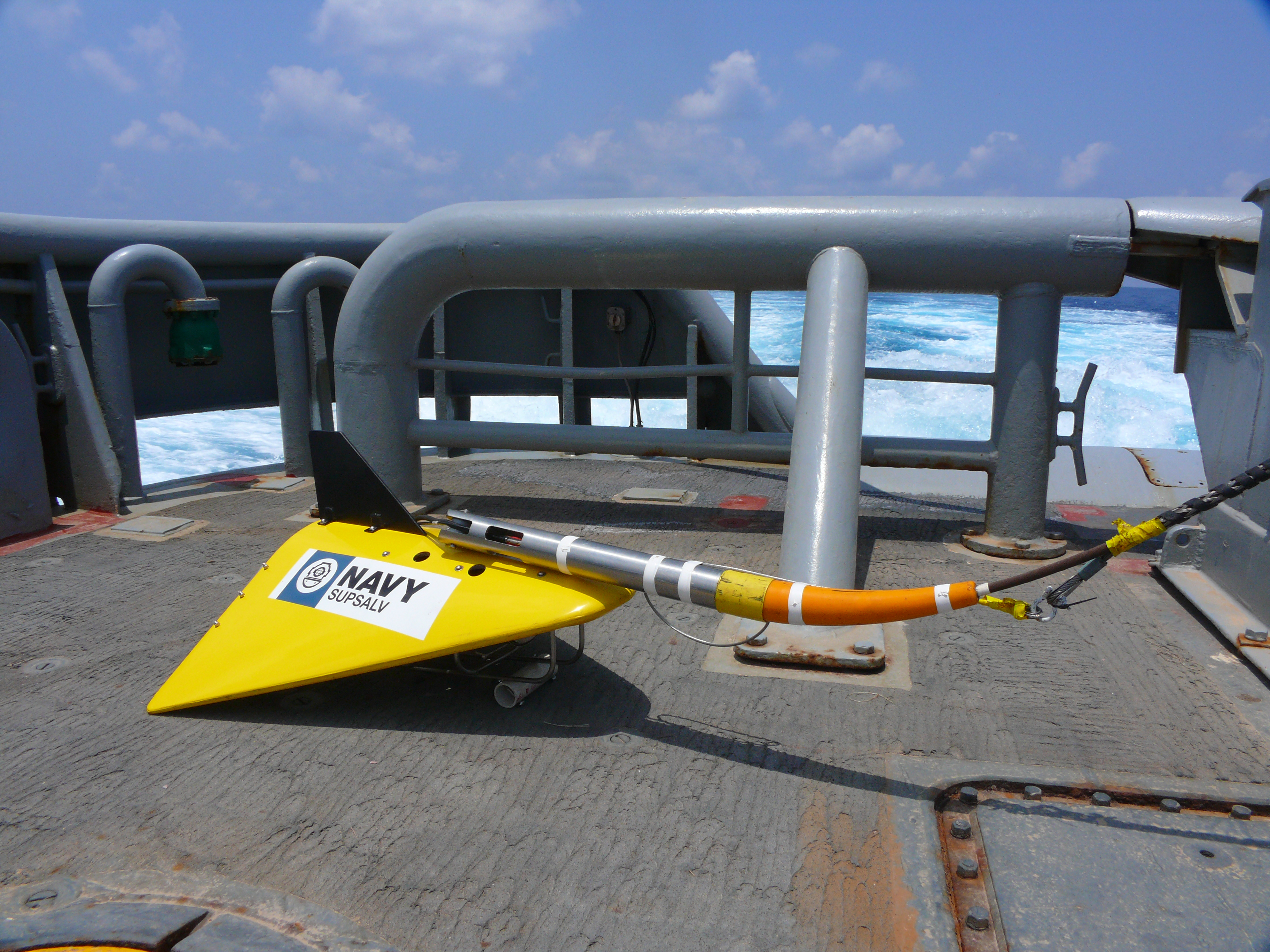
O equipamento Towed pinger locator

Em 6 de abril, novos sinais foram captados, desta vez pelo navio australiano Ocean Shield, por duas vezes, a mil quilômetros da costa da Austrália. Na primeira vez, o ruído foi ouvido por mais de duas horas. A profundidade da emissão foi calculada em 4 500 metros. O equipamento utilizado é chamado Towed pinger locator (TPL), que foi desenvolvido para captar pings emitidos pelas caixas-pretas submersas a grande profundidade. O dispositivo é rebocado a baixa velocidade pela embarcação e pode chegar a uma profundidade de 6 100 metros. Foram registrados dois sinais distintos, que teriam sido emitidos pelas duas caixas-pretas, uma do gravador de voz da cabine e outra do registrador de dados de voo. Depois que a posição exata dos sinais é detectada, é enviado um veículo autônomo ao fundo do mar para tentar localizar as caixas-pretas e possíveis destroços.
No dia 8 de abril, novamente foram captados mais dois sinais, um durante quase seis minutos e outro durante 7 minutos. Como estes sinais foram emitidos da mesma profundidade e localização dos anteriores, a área de buscas passou a ficar mais restrita, condição essencial para a utilização do veículo submarino autônomo.

#### Utilização de veículo submarino autônomo

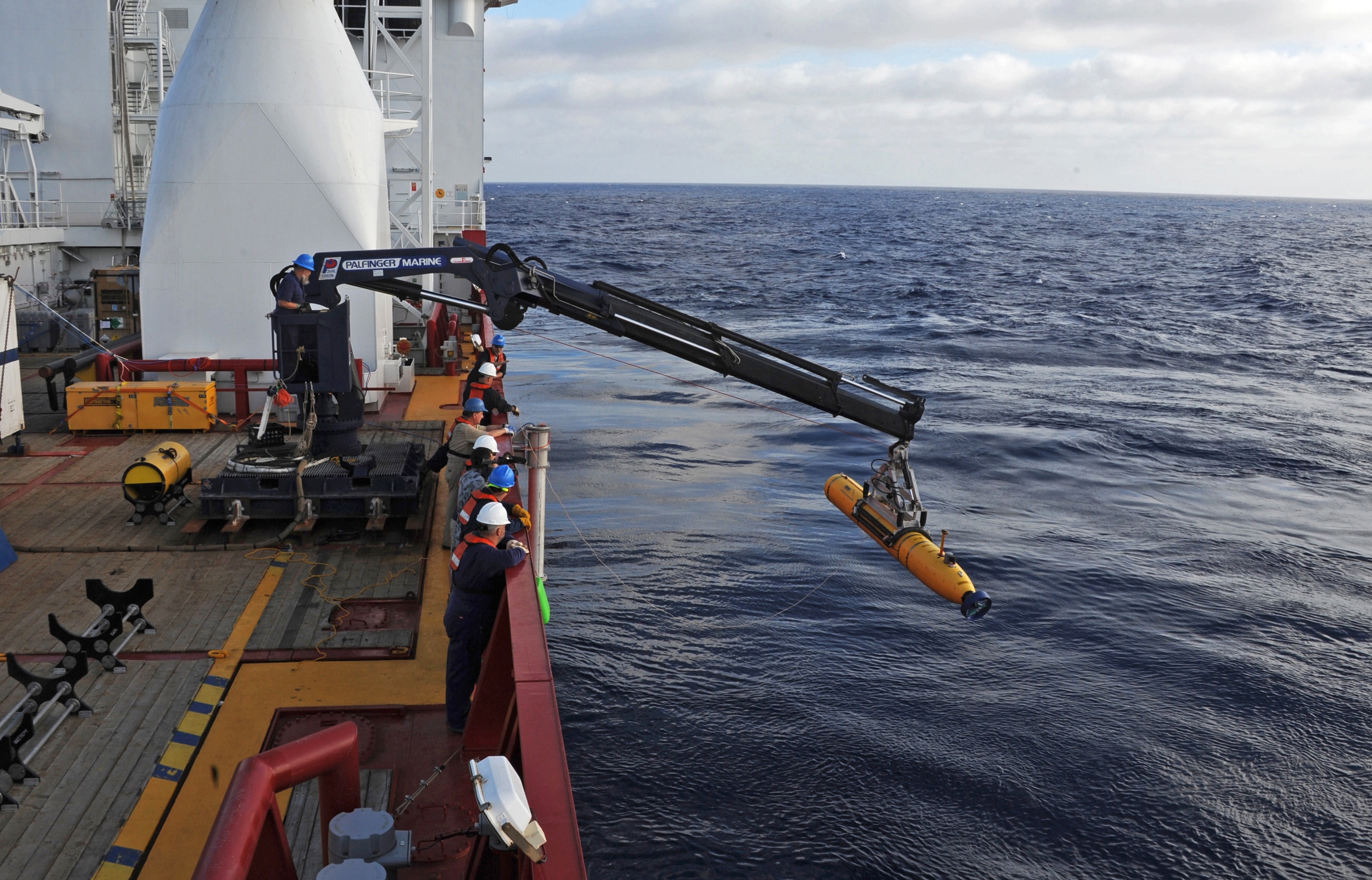
O mini-submarino autônomo Bluefin 21 sendo baixado ao mar para sua primeira missão, em 14 de abril

Entre os dias 14 e 17 de abril, foram realizadas três missões com o mini-submarino autônomo Bluefin 21, que pode identificar objetos através da criação de um mapa do fundo do mar, gerado a partir de emissões de sonar. O veículo foi enviado à área em que foram captados os sinais acústicos pelo TPL, rastreando cerca de 90 km2, mas nenhuma das incursões mostrou nada de significativo. Cada missão teve duração aproximada de 16 horas e o equipamento chegou a ultrapassar a profundidade operacional recomendada pelo fabricante, que é de 4 500 metros.
Entre 18 e 21 de abril, mais cinco incursões do Bluefin 21 foram realizadas, totalizando oito operações em uma semana. Foram rastreados dois terços da superfície delimitada, sem nenhum sucesso.
Entre 22 e 25 de abril, foram realizadas mais cinco incursões, totalizando treze operações. Passadas quase sete semanas desde o desaparecimento, com 95% da área de busca pesquisada, nenhum destroço ou resquício do avião foi localizado.

### Encerramento das buscas aéreas
Em 30 de abril as buscas aéreas foram encerradas de forma oficial.

## Nova fase de buscas
Decorridos sete meses do desaparecimento, sem que tivesse sido descoberto qualquer vestígio, as buscas submarinas foram retomadas em 6 de outubro de 2014, utilizando equipamentos de sonar com capacidade para submergir a até seis mil metros de profundidade. As buscas submarinas continuaram sem nenhum resultado. Em 29 de janeiro de 2015, quase onze meses depois do desaparecimento, o Departamento de Avião Civil da Malásia declarou que o desaparecimento do voo MH370 foi oficialmente considerado um acidente e todos os 239 ocupantes a bordo também considerados oficialmente mortos. Esta decisão estaria em conformidade com as normas internacionais de aviação civil. Até março de 2015, a área de buscas foi calculada em 60 mil quilômetros quadrados.

### Encontro de partes do avião
No final de julho de 2015, foi encontrada uma parte da asa da aeronave no litoral da ilha de Reunião, próximo a Madagascar. A peça, encontrada por moradores durante uma limpeza da praia, foi submetida a uma perícia por especialistas e identificada como sendo do MH370. Além desta peça, foram encontradas almofadas de poltronas e janelas de avião, que as autoridades acreditam ser também da mesma aeronave.
Dois destroços, encontrados a 27 de Dezembro de 2015 e a 27 de Fevereiro de 2016 em dois locais separados por 220 quilómetros, perto de Moçambique pertencem "quase com toda a certeza" ao voo MH370. As duas peças faziam parte da fuselagem do Boeing 777.

### Encerramento
Em janeiro de 2017 e quase após três anos do acidente, as buscas foram oficialmente terminadas. Autoridades oficiais da Austrália, Malásia e China concordaram que as atividades terminariam quando considerassem completada a zona de busca definida. Com um custo estimado em 145 milhões de dólares foi a mais complexa e cara na história da aviação.
Em janeiro de 2018, o governo malaio firmou um acordo com a empresa norte-americana Ocean Infinity, especializada em buscas submarinas. No contrato, a empresa seria remunerada pelo trabalho, se encontrasse a aeronave ou as caixas pretas, dentro de um prazo de noventa dias. A pedido da empresa, as buscas foram encerradas um mês depois do prazo, em maio de 2018, sem qualquer resultado positivo.

## Investigações

### Suspeita de ato terrorista
A Boeing anunciou que montou uma equipe de especialistas para prestar assistência técnica aos investigadores. As autoridades descobriram que dois passageiros embarcaram com passaportes de outras pessoas, roubados meses antes na Tailândia, o que levou a uma suspeita de ato terrorista. Esses passaportes eram do italiano Luigi Maraldi e do austríaco Christian Kozel. Os passageiros que embarcaram com os passaportes roubados foram identificados pela polícia como sendo Pouria Nour Mohammad Mehrdad, de 19 anos e Delavar Seyed Mohammad Reza, de 29 anos, ambos de nacionalidade iraniana.
A suspeita de ato terrorista foi reforçada pelo fato de que o avião teria feito uma manobra não prevista e não comunicada pela tripulação. Além disso, a região não apresentava problemas meteorológicos e o equipamento eletrônico da aeronave não enviou automaticamente sinais por satélite.
Descobriu-se também que cinco passageiros fizeram check-in, mas não compareceram ao portão de embarque e suas bagagens, que já estavam no avião, foram retiradas antes da decolagem.
As investigações seguiram também outras pistas, como por exemplo um relato feito por um funcionário de uma plataforma de petróleo localizada no mar do sul da China; ele afirmou ter visto um objeto em chamas no céu durante as primeiras horas do sábado. O funcionário, no entanto, não pôde confirmar a verdadeira origem dos destroços.
O ex-primeiro-ministro da Malásia, Mahathir bin Mohamad, afirmou que o avião desaparecido da Malaysian Airlines não se despenhou e que o seu paradeiro pode ser do conhecimento da Agência de Inteligência norte-americana (CIA) e da empresa Boeing, que construiu a aeronave. Mahathir acrescentou ainda que o avião pode ter sido trocado para piloto automático pela CIA através de controlo remoto, se tivesse sido tomado por criminosos. "Os aviões não só desaparecem, pelo menos não com todos estes poderosos meios de comunicação, rádios, satélites, sistema de controlo remoto, câmaras", concluiu.

### Outras suspeitas
No curso das investigações iniciais, a hipótese de ato terrorista foi se tornando menos provável. Os dois iranianos que embarcaram com passaportes roubados tinham reservas para irem para a Europa, o que levantou suspeitas de que poderiam ser simplesmente criminosos ou imigrantes ilegais, que costumam viajar portando documentos falsos ou roubados. Outras possibilidades foram sendo também investigadas além do sequestro, entre as quais estavam sequestro (não vinculado a ato terrorista), sabotagem e problemas psicológicos e pessoais de passageiros ou membros da tripulação.
Alguns parentes dos desaparecidos relataram à Malaysia Airlines e às autoridades que, mesmo três dias depois do incidente, os telefones móveis das vítimas ainda davam sinal de chamada e alguns ainda apareciam on line no serviço de mensagens chinês QQ. A companhia aérea também teria ligado para os telefones da tripulação, que tocaram, sem ninguém atender. Os números foram encaminhados para as autoridades chinesas.

### Investigação da tripulação e passageiros
A Malaysia Airlines investigou também relatos de uma turista australiana que acusou o copiloto Fariq Ab Hamid de tê-la deixado entrar na cabine de comando junto com uma amiga, durante um voo em 2011, o que violaria as normas de segurança da companhia.
No dia 15 de março, policiais malaios foram à casa do piloto Zaharie Ahmad Shah, depois que o primeiro-ministro da Malásia afirmou que os sistemas de comunicação do avião foram desligados antes de alterar a rota, voando por horas na direção oeste.
Na casa do piloto foi encontrado um simulador de voo montado por ele próprio. O ministro da Defesa da Malásia, Hishammuddin Hussein, informou que alguns dados do simulador foram deletados e que os técnicos estavam tentando recuperar as informações apagadas. O simulador supostamente teria cinco pistas para simulação de aterrissagem, nas ilhas Maldivas, Diego Garcia, na Índia e no Sri Lanka. Posteriormente, os investigadores concluíram que não havia nada suspeito no simulador.
As autoridades malaias continuaram a investigar, além do piloto e do copiloto, os outros membros da tripulação e passageiros que estavam no voo. Uma das investigações mais detalhadas recaiu sobre Mohd Khairul Amri Selamat (nº 108 da lista do manifesto de embarque da Malaysia Airlines), um passageiro malaio de 29 anos, engenheiro aeronáutico. Apesar de sua experiência em aeronaves executivas, as autoridades acreditaram que poderia ter conhecimento técnico sobre os sistemas de comunicação do Boeing 777.
Em maio de 2018 especialistas em aviação civil, formado por ex-pilotos, autoridades da aviação civil australiana e especialistas em segurança aérea e oceanografia, revelaram que seria plausível acreditar que o capitão do Boeing 777, Zaharie Ahmad Shah teria sido o responsável pelo desaparecimento da aeronave. Zaharie, usando uma máscara de oxigênio, teria despressurizado a cabine, deixando os ocupantes inconscientes. Em determinado momento, a aeronave desviou sua rota para uma região da cidade de Penang, local de nascimento de Zaharie. Para os especialistas, esse teria sido um "gesto de despedida".
Em julho de 2018 outro grupo de especialistas divulgou um novo relatório, afirmando que a causa poderia ter sido uma ação externa sobre os controles da aeronave, mas que as razões exatas do que ocorreu só poderiam ser determinadas depois que a fuselagem do avião fosse encontrada. Segundo esse novo relatório, os controles da aeronave provavelmente teriam sido operados intencionalmente com o objetivo de desviar a rota da aeronave. Entretanto, não seria possível saber mais detalhes. Foi descartada a possibilidade de que os pilotos tivesse derrubado o avião deliberadamente. Uma possível causa citada no relatório poderia ter sido um passageiro ter invadido a cabine de comando, feito os pilotos reféns e assumido o controle da aeronave.
Outra hipótese, divulgada em junho de 2019 por especialistas de um grupo independente de investigadores, foi que o piloto, que estaria sofrendo de transtornos mentais, teria deliberadamente despressurizado a cabine para matar lentamente todos a bordo, matando antes o copiloto. Em seguida teria esperado que a aeronave ficasse sem combustível para a precipitar no oceano. Como parte de seu plano, subiu para 40 mil pés de altura, o que aceleraria o processo de despressurização. As máscaras de oxigênio eram projetadas para um uso de quinze minutos em descidas de emergência para altitudes abaixo de 13 mil pés e com este procedimento, os passageiros teriam ficado rapidamente inconscientes.

### Ajuda de outros países

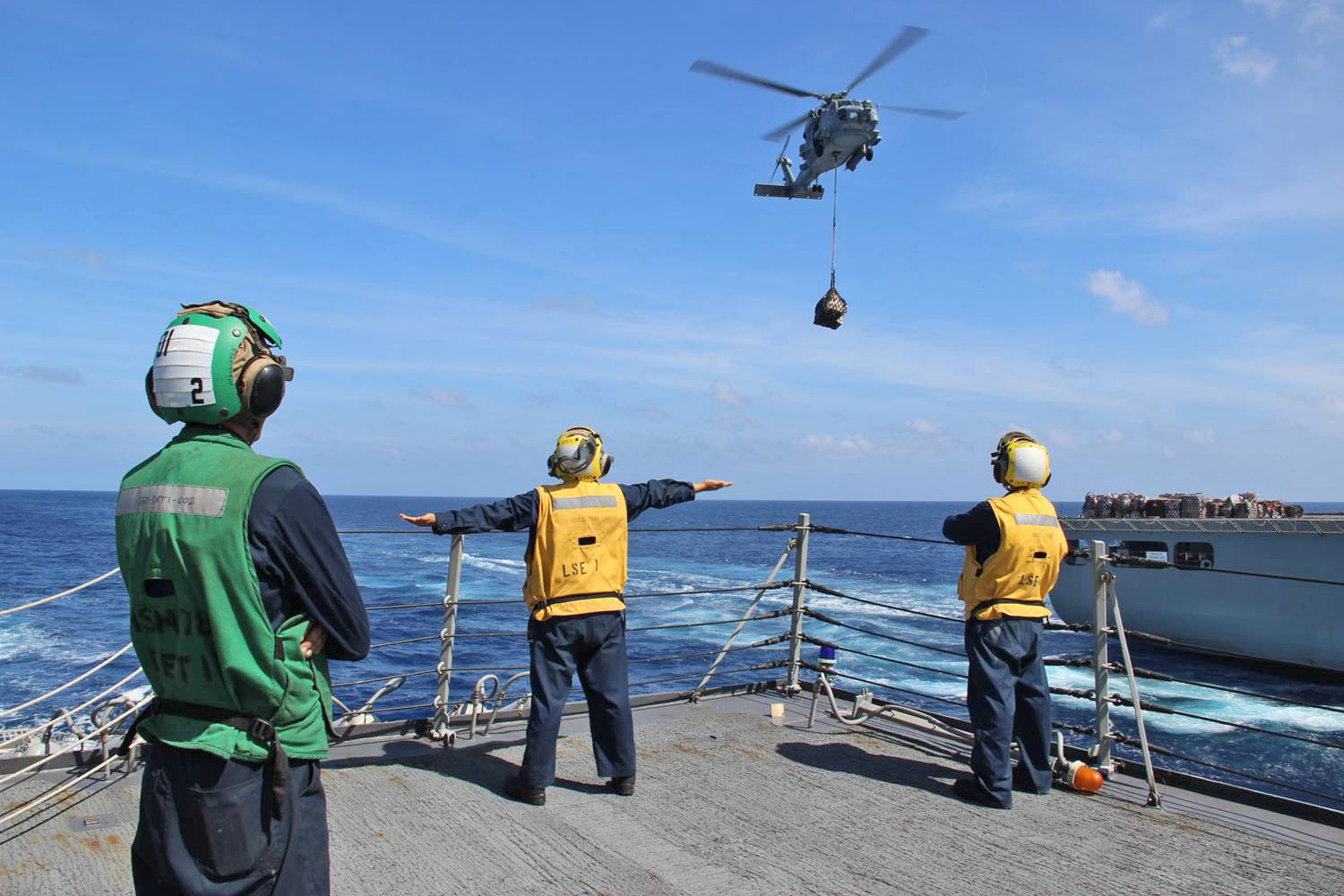
Equipes de busca no navio americano USS Kidd (DDG-100) em 17 de março de 2014.

A evidência de que o voo continuou por várias horas depois de ter saído das telas dos radares fez com que a Malásia pedisse ajuda nas investigações aos governos de  Bangladesh, Mianmar, Laos, Cazaquistão, Quirguistão, Paquistão, Turcomenistão, Uzbequistão e França, além de Austrália, China, Indonésia, Tailândia e Vietname, que já estavam participando das operações internacionais de procura.
Os EUA também ajudaram, com um navio de busca e um avião de vigilância P-8 Poseidon no Golfo de Bengala e no Mar de Andaman.
O contratorpedeiro norte-americano USS Kidd seguiu para norte do Estreito de Malaca. Um outro contratorpedeiro que participa nas buscas é o USS Pinckney, em Singapura.
A rede de comunicações WNYC, de Nova York, utilizando o simulador de voo X-Plane, concluiu que havia 634 pistas em que o avião poderia pousar, dentro do alcance possível do voo. Na lista, apareciam pistas em países distantes como Maldivas, Mongólia, Micronésia e Japão.

### Prováveis rotas: os dois corredores
A partir de 16 de março, as buscas passaram a ser feitas ao longo de dois prováveis corredores, por onde o avião poderia ter seguido, após o último sinal captado pelos satélites, chamados de "corredor norte" (da Tailândia até e fronteira Cazaquistão-Turcomenistão) e "corredor sul" (da Indonésia até o Oceano Índico).
Este rastreamento foi feito pela fabricante e operadora de satélites Inmarsat em conjunto com o Escritório britânico de Investigação sobre Acidentes Aéreos (AAIB em inglês), que consideraram a velocidade estimada da aeronave em piloto automático e o combustível teoricamente disponível. Mesmo com os sistemas de comunicação desligados, os satélites captaram os sinais provenientes do avião.

Os sinais, que utilizam uma tecnologia de teste de conectividade entre equipamentos chamada ping, foram  emitidos pelos equipamentos do avião durante cinco horas depois de ter saído do espaço aéreo da Malásia. Foi uma utilização inédita da tecnologia neste tipo de investigação.

## Relatório das buscas submarinas
Em 26 de junho de 2014, a ATSB (Australian Transport Safety Bureau - Agência Australiana para a Segurança dos Transportes) emitiu um relatório das buscas submarinas. A agência foi responsável por definir a área de buscas, de aproximadamente 60 mil km2.

## Comparação com o Voo Air France AF447
A queda do voo MH370 no mar, em uma região de grande profundidade, foi comparada à queda do Voo AF447 da Air France em 2009 no Oceano Atlântico, em uma região onde a profundidade chegava a quase 4 000 metros. As dificuldades para encontrar os destroços, naquele acidente, fizeram com que as autoridades aeronáuticas europeias recomendassem algumas modificações para facilitar o rastreamento em operações de busca difíceis como estas. Embora os destroços do voo da Air France tenham sido localizados 2 dias após o desaparecimento do voo, as caixas pretas só foram recuperadas dois anos depois da queda.
Segundo especialistas, se tais recomendações já tivessem sido colocadas em prática, poderiam facilitar as buscas do MH370.
Entre as recomendações pedidas pelo BEA, agência de investigação francesa para acidentes aeronáuticos, que foi responsável pelo relatório final daquele acidente, estão:
- aumento da autonomia das baterias das caixas-pretas de trinta para noventa dias;
- aumento do alcance do sinal emitido pelas caixas-pretas de dois para quarenta quilômetros;
- alteração da programação do ACARS, para envio de mensagens automáticas em tempo real e com intervalo menor entre elas, em caso de pane ou emergência;
- aumento do tempo de gravação de voz da cabine de duas para quinze horas, fornecendo mais informações para a investigação das causas.